# Rapsodie-koncert pro violu a orchestr (Bohuslav Martinů)
Rapsodie-koncert pro violu a orchestr (H. 337) je dvouvětá koncertantní skladba pro sólový nástroj a orchestr. Bohuslav Martinů ji složil v New Yorku v roce 1952.

## Okolnosti vzniku
Na jaře roku 1951 začal Martinů pracovat na prvním znění svého vrcholného díla, symfonie č. 6, známé také jako Symfonické fantazie. Skladbu dokončil až o dva roky později. V mezidobí vznikly i další partitury, mj. Klavírní trio č. 3, H. 332,  Serenáda pro dva klarinety, housle, violu a violoncello, H. 334 a také Rapsodie-koncert pro violu a orchestr. Je známa doba, kdy Martinů toto dílo skládal: 15. března až 18. dubna 1952. Skladba vznikla na základě objednávky ukrajinského violisty Jaschi Veissiho (1898–1983). Veissi ji provedl 19. února 1953 s Cleveland Orchestra za řízení Georga Szella. Za honorář 1500 dolarů získal Veissi právo na premiéru a tříletý monopol na provádění skladby. Partitura zůstala v jeho majetku. Rukopis díla je nezvěstný. Existují dvě reprodukce autografu: jeden ve violistově pozůstalosti v USA, druhý v Centru Bohuslava Martinů v Poličce.

## Charakteristika díla
Skladba má dvě věty. Jejich struktura je následující: 1. Moderato; 2. Molto adagio – Cadenza – Poco allegro – Andante (molto tranquillo). Provedení díla trvá přibližně 20 minut.
Skladba je charakteristická příklonem k novoromantismu, který charakterizuje část tvorby Martinů po 2. světové válce. V lyrických pasážích zejména první věty cítíme určitou nostalgii, kterou lze vykládat jako stesk po domově, který už skladatel nikdy nespatřil. V obou větách se střídají dynamické a pomalé pasáže, které dávají vyniknout barevným nuancím jednotlivých nástrojových skupin. Rapsodie je svým vyzněním blízká houslovému koncertu č. 2, který Martinů složil v roce 1943.

## Provedení
Skladba se pro svou sdělnost a melodičnost těší velké popularitě. Její nahrávky uskutečnili přední čeští violisté a houslisté: Josef Suk, Bohuslav Matoušek, Hubert Šimáček, Lubomír Malý, Kristina Fialová. V únoru 2023 ji s Českou filharmonií za řízení Tomáše Netopila provedl Josef Špaček.